# 50セント硬貨 (オーストラリア)
オーストラリア50セント硬貨（オーストラリア50セントこうか、50¢）は、オーストラリア国内で流通する通貨。1966年2月に旧5シリング紙幣に代わり登場した。この硬貨には1オーストラリアドルの2分の1の価値を持つ、正十二角形のものが使われている。表面には「女王エリザベス2世」の肖像が、裏面には「50」と「オーストラリアの国章」の図案がデザインされている。

## 参考
- Ian W. Pitt, ed (2000年). Renniks Australian Coin and Banknote Values (19 ed.). Chippendale, N.S.W.: Renniks Publications. ISBN 0-9585574-4-6